# Niekierowany pocisk rakietowy

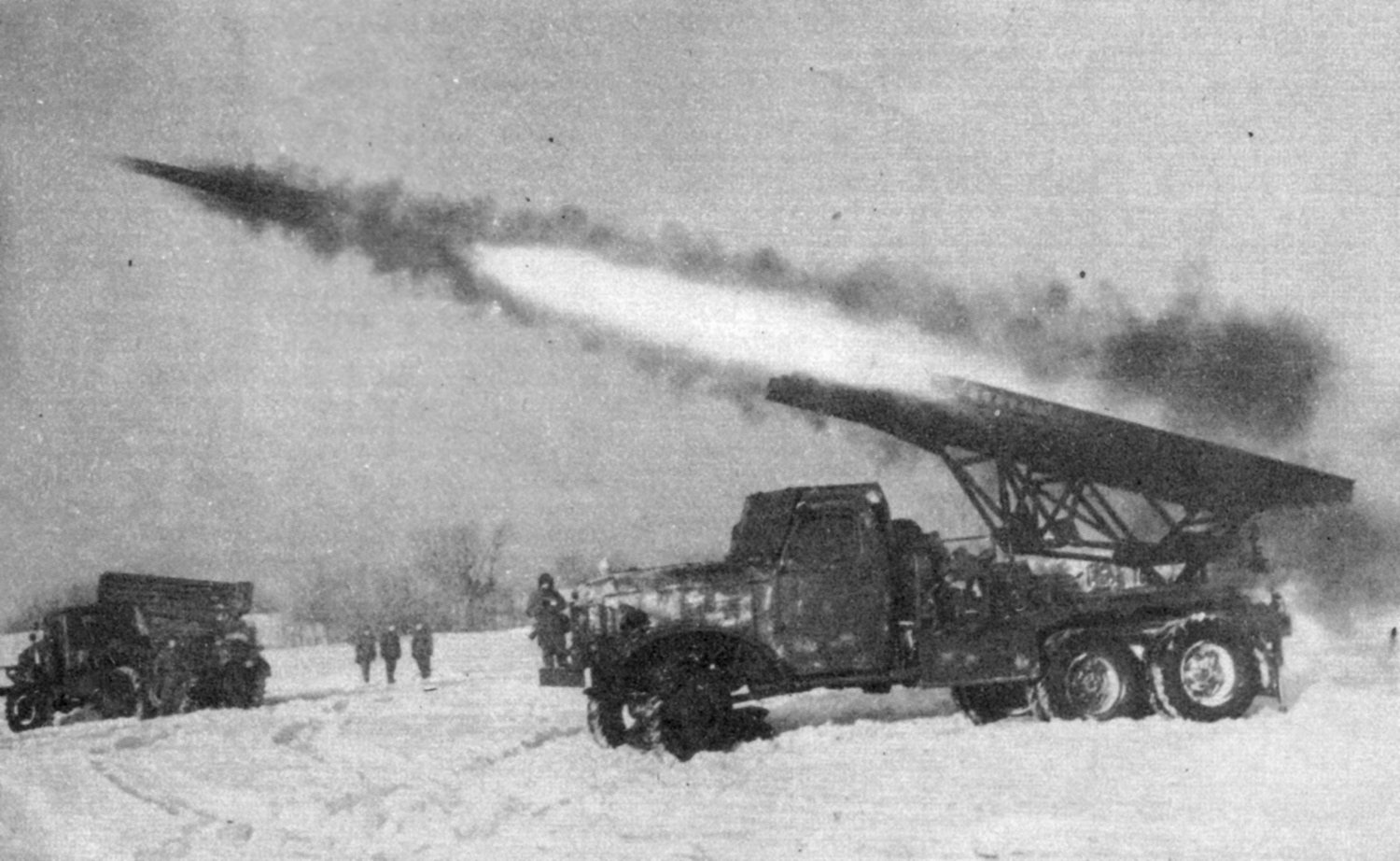
BM-13 Katyusha podczas ostrzału

Niekierowany pocisk rakietowy to rodzaj pocisku rakietowego nieposiadający możliwości kierowania lotem ani korygowania jego toru, w odróżnieniu od kierowanych pocisków rakietowych. Niekierowany pocisk rakietowy leci po wystrzeleniu po torze balistycznym, a względną celność zapewnia odpowiednie ustawienie wyrzutni, przy znanych parametrach napędu pocisku. Niekierowane pociski funkcjonalnie składają się z dwóch głównych zespołów: głowicy bojowej i układu napędowego (silnika rakietowego lub silników i koniecznych do ich pracy instalacji, w tym zapasu paliwa).

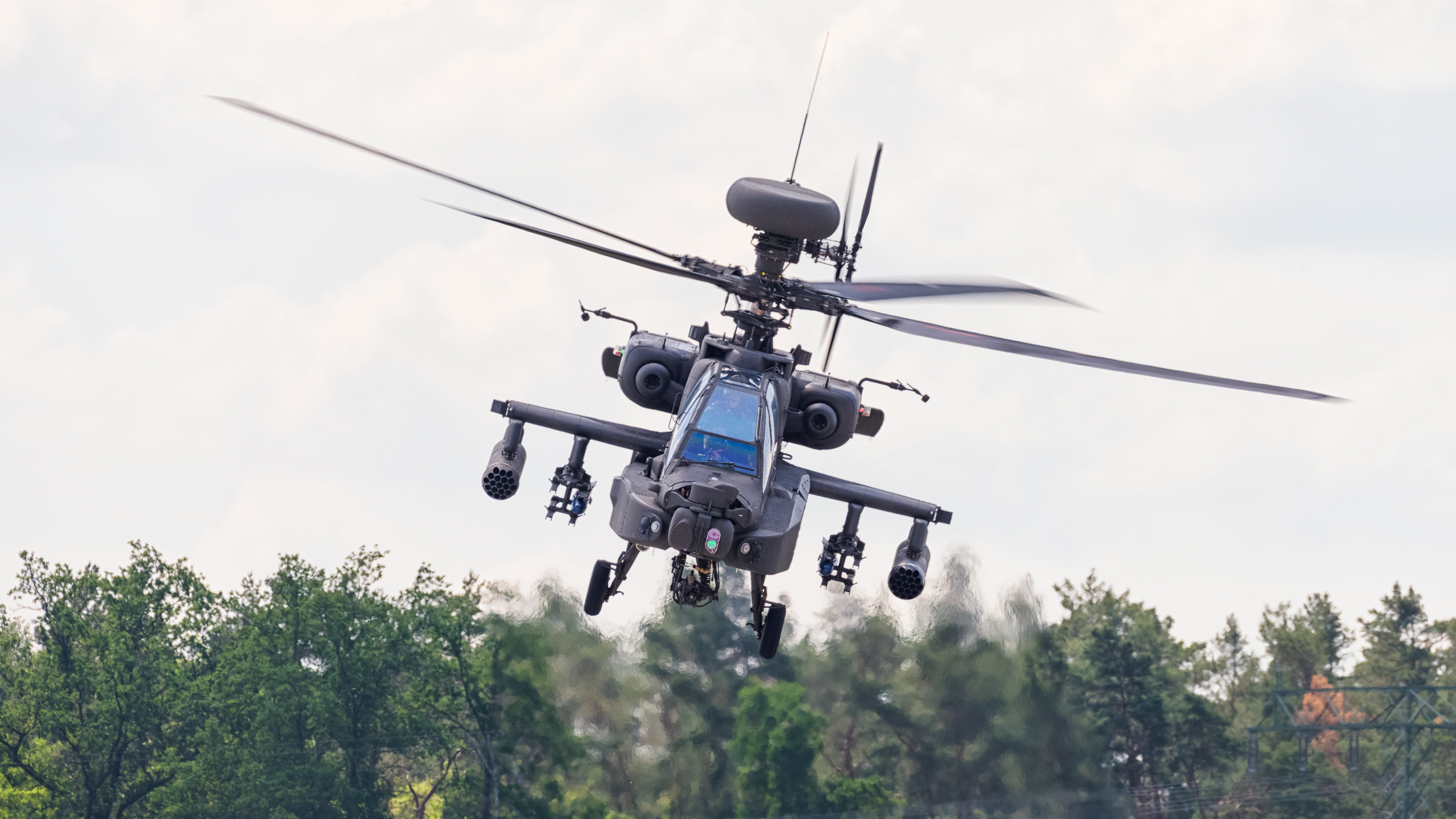
Boeing AH-64 Apache z widocznymi rurowymi wyrzutniami niekierowanych pocisków rakietowych

Niekierowane pociski rakietowe są historycznie najstarszym rodzajem pocisków rakietowych, używanym już przynajmniej od średniowiecza. Ponieważ wykazują liczne wady, przede wszystkim małą celność, zwłaszcza przy dużym zasięgu, od końcowego okresu II wojny światowej są w znacznym stopniu zastępowane przez kierowane pociski rakietowe. Zaletą niekierowanych pocisków rakietowych jest za to znacznie niższa cena i stopień komplikacji. Dlatego obecnie używane są głównie wystrzeliwane z wieloprowadnicowych wyrzutni w celu zwiększenia prawdopodobieństwa trafienia, lub przeciw celom powierzchniowym.

Niekierowane pociski rakietowe obejmują wiele różnych rodzajów pocisków:
- artyleryjskie pociski rakietowe ziemia-ziemia (np. katiusza) lub woda-ziemia
- taktyczne niekierowane pociski rakietowe ziemia-ziemia (np. Łuna-M)
- lotnicze niekierowane pociski rakietowe powietrze-ziemia i powietrze-powietrze
- rakietowe bomby głębinowe
- przeciwlotnicze niekierowane pociski rakietowe (mało rozpowszechnione)
- niekierowane pociski przeciw okrętom podwodnym (mało rozpowszechnione)

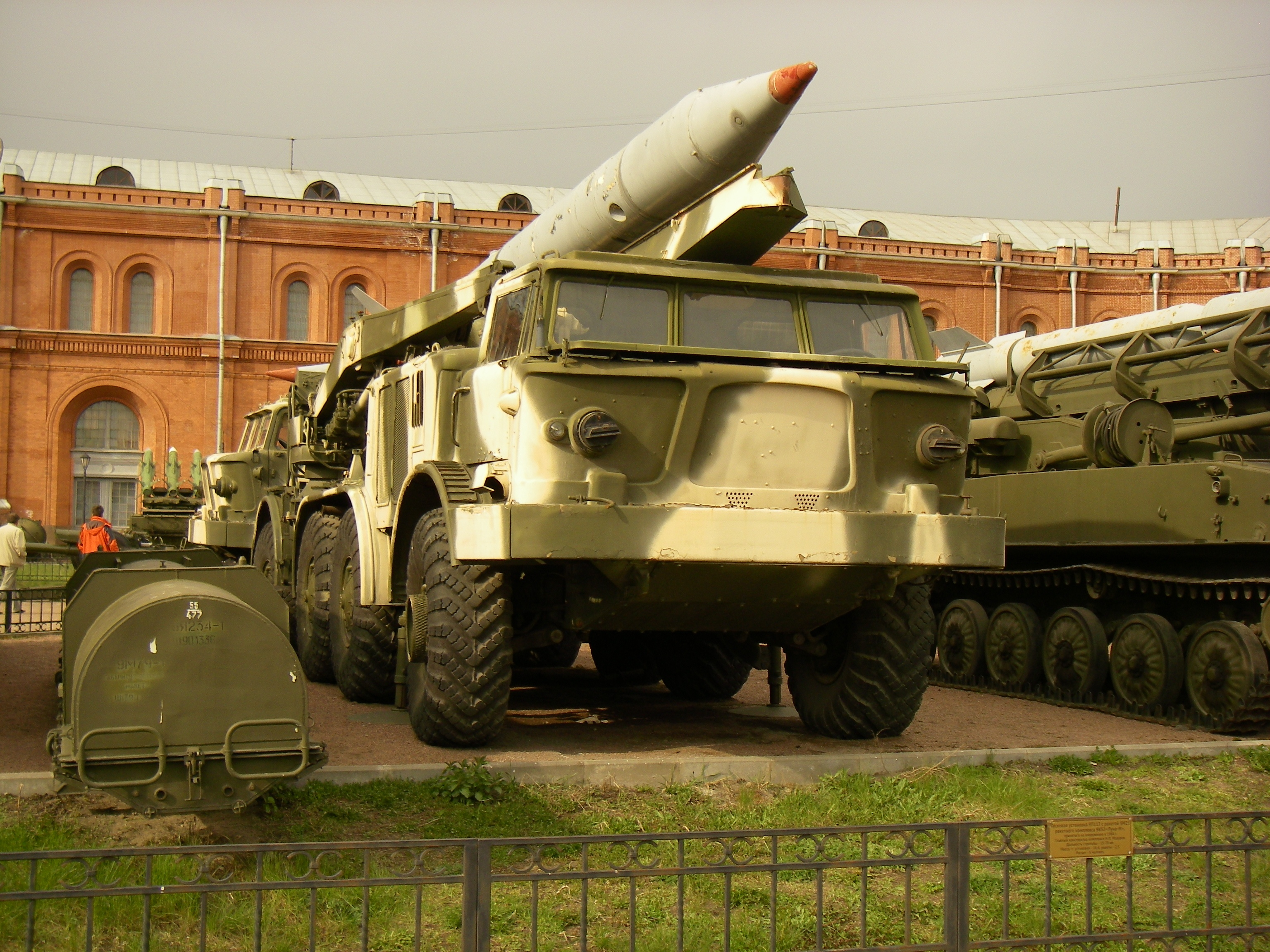
Wyrzutnia 9P113

W związku z rozwojem kierowanych pocisków rakietowych, niekierowane pociski zostały w znacznym stopniu wyparte. Obecnie – od ok. lat 90., użycie niekierowanych pocisków rakietowych ogranicza się w zasadzie do pocisków lotniczych wystrzeliwanych z wyrzutni wieloprowadnicowych oraz na mniejszą skalę artyleryjskich pocisków rakietowych i rakietowych bomb głębinowych.